# Héctor Jiménez
Héctor O. Jiménez (Huntington Park, 3 novembre 1988) è un ex calciatore statunitense, di ruolo centrocampista.

## Caratteristiche tecniche
È un esterno destro.

## Statistiche

### Presenze e reti nei club
| Stagione             | Squadra              | Campionato           | Campionato | Campionato | Coppe nazionali | Coppe nazionali | Coppe nazionali | Coppe continentali | Coppe continentali | Coppe continentali | Altre coppe | Altre coppe | Altre coppe | Totale | Totale | Totale |
| Stagione             | Squadra              | Comp                 | Pres       | Reti       | Comp            | Pres            | Reti            | Comp               | Pres               | Reti               | Comp        | Pres        | Reti        | Pres   | Reti   |        |
| -------------------- | -------------------- | -------------------- | ---------- | ---------- | --------------- | --------------- | --------------- | ------------------ | ------------------ | ------------------ | ----------- | ----------- | ----------- | ------ | ------ | ------ |
| 2011                 | LA Galaxy            | MLS                  | 2          | 0          | USCup           | 1               | 0               | CCC                | 1                  | 0                  |             | -           | -           | 4      | 0      |        |
| 2012                 | LA Galaxy            | MLS                  | 16         | 1          | USCup           | 1               | 0               | CCC                | 5                  | 0                  |             | -           | -           | 22     | 1      |        |
| 2013                 | LA Galaxy            | MLS                  | 27         | 3          | USCup           | 1               | 0               | CCC                | 2                  | 0                  |             | -           | -           | 30     | 3      |        |
| Totale L.A. Galaxy   | Totale L.A. Galaxy   | Totale L.A. Galaxy   | 45         | 4          |                 | 3               | 0               |                    | 8                  | 0                  |             | -           | -           | 56     | 4      |        |
| 2014                 | Columbus Crew        | MLS                  | 26         | 1          | USCup           | 2               | 0               |                    | -                  | -                  |             | -           | -           | 28     | 1      |        |
| 2015                 | Columbus Crew        | MLS                  | 23         | 0          | USCup           | 1               | 0               |                    | -                  | -                  |             | -           | -           | 24     | 0      |        |
| 2016                 | Columbus Crew        | MLS                  | 25         | 0          | USCup           | 2               | 0               |                    | -                  | -                  |             | -           | -           | 27     | 0      |        |
| 2017                 | Columbus Crew        | MLS                  | 23         | 0          | USCup           | 1               | 0               |                    | -                  | -                  |             | -           | -           | 24     | 0      |        |
| 2018                 | Columbus Crew        | MLS                  | 12         | 0          | USCup           | 1               | 0               |                    | -                  | -                  |             | -           | -           | 13     | 0      |        |
| 2019                 | Columbus Crew        | MLS                  | 23         | 1          | USCup           | 2               | 0               |                    | -                  | -                  |             | -           | -           | 25     | 1      |        |
| 2020                 | Columbus Crew        | MLS                  | 6          | 0          |                 | -               | -               |                    | -                  | -                  | MiB         | 4           | 0           | 10     | 0      |        |
| Totale Columbus Crew | Totale Columbus Crew | Totale Columbus Crew | 138        | 2          |                 | 9               | 0               |                    | -                  | -                  |             | 4           | 0           | 151    | 2      |        |
| 2021                 | Austin FC            | MLS                  | 25         | 1          |                 | -               | -               |                    | -                  | -                  |             | -           | -           | 25     | 1      |        |
| 2022                 | Austin FC            | MLS                  | 14         | 0          | USCup           | 1               | 0               |                    | -                  | -                  |             | -           | -           | 15     | 0      |        |
| 2023                 | Austin FC            | MLS                  | 2          | 0          | USCup           | 1               | 0               | CCL                | 1                  | 0                  | LC          | 1           | 0           | 5      | 0      |        |
| 2024                 | Austin FC            | MLS                  | 15         | 0          |                 | -               | -               |                    | -                  | -                  | LC          | 0           | 0           | 15     | 0      |        |
| Totale Austin FC     | Totale Austin FC     | Totale Austin FC     | 56         | 1          |                 | 2               | 0               |                    | 1                  | 0                  |             | 1           | 0           | 60     | 1      |        |
| Totale carriera      | Totale carriera      | Totale carriera      | 240        | 7          |                 | 14              | 0               |                    | 9                  | 0                  |             | 5           | 0           | 268    | 7      |        |

## Palmarès

### Competizioni nazionali
- Campionato MLS: 1

Columbus Crew: 2020